# Schnürpflingen
Schnürpflingen är en kommun (tyska Gemeinde) i Alb-Donau-Kreis i förbundslandet Baden-Württemberg i Tyskland. Folkmängden uppgår till cirka 1 500 invånare, på en yta av 10,71 kvadratkilometer.
Kommunen ingår i kommunalförbundet Kirchberg-Weihungstal tillsammans med kommunerna Hüttisheim, Illerkirchberg och Staig.

## Befolkningsutveckling
| Befolkningsutvecklingen i Schnürpflingen 1975–2015 | Befolkningsutvecklingen i Schnürpflingen 1975–2015 | Befolkningsutvecklingen i Schnürpflingen 1975–2015 | Befolkningsutvecklingen i Schnürpflingen 1975–2015 | Befolkningsutvecklingen i Schnürpflingen 1975–2015 |
| -------------------------------------------------- | -------------------------------------------------- | -------------------------------------------------- | -------------------------------------------------- | -------------------------------------------------- |
|                                                    |                                                    |                                                    |                                                    |                                                    |
| År                                                 |                                                    |                                                    | Folkmängd                                          | Areal (ha)                                         |
| 1975                                               | 1975                                               |                                                    | 1 008                                              | 1 072                                              |
| 1980                                               | 1980                                               |                                                    | 1 099                                              |                                                    |
| 1985                                               | 1985                                               |                                                    | 1 200                                              |                                                    |
| 1990                                               | 1990                                               |                                                    | 1 278                                              | 1 071                                              |
| 1995                                               | 1995                                               |                                                    | 1 369                                              |                                                    |
| 2000                                               | 2000                                               |                                                    | 1 365                                              |                                                    |
| 2005                                               | 2005                                               |                                                    | 1 360                                              |                                                    |
| 2010                                               | 2010                                               |                                                    | 1 330                                              |                                                    |
| 2015                                               | 2015                                               |                                                    | 1 343                                              |                                                    |
|                                                    |                                                    |                                                    |                                                    |                                                    |